# Gian Bernardo Frugoni
Il Serenissimo Gian Bernardo Frugoni (Genova, 1591 – Genova, 22 marzo 1661) fu il 115º doge della Repubblica di Genova e re di Corsica.

## Biografia
Nacque a Genova intorno al 1591; la sua famiglia era originaria di Chiavari, nel levante ligure. Studiò lettere, ma all'età di 25 anni intraprese la carriera militare e di stato adempiendo a diversi incarichi difensivi a Savona, nell'Oltregiogo e nella stessa Genova dove fu tra i Trenta capitani di città.
Estratto per quattro volte senatore della Repubblica, Gian Bernardo Frugoni ricoprì le cariche di procuratore, di governatore e di supremo sindacatore. Con una buona maggioranza di voti fu eletto doge il 28 ottobre del 1660: la settantesima in successione biennale e la centoquindicesima nella storia repubblicana. In qualità di doge fu investito anche della correlata carica biennale di re di Corsica.
Il suo dogato fu pressoché breve in quanto improvvisamente morì a Genova il 22 marzo 1661. Dopo un solenne funerale nella cattedrale di San Lorenzo il corpo di Gian Bernardo Frugoni fu tumulato all'interno della chiesa di San Francesco di Castelletto.